# マコーム郡区 (ミシガン州マコーム郡)
マコーム郡区（英: Macomb Township）は、アメリカ合衆国ミシガン州ロウアー半島の南東部マコーム郡の一般法郡区である。デトロイト市の北部郊外にあり、デトロイト都市圏に属している。2000年国勢調査時点での人口は50,477人、2010年国勢調査では79,580人、さらに2014年推計では85,459人と、州内でも成長速度の速い主要自治体となっている。

## 郡区の中の町
マコーム郡区内には法人化された村がなく、非法人地域として下記の3つがある。
- マコームまたはマコームコーナーズ、マコーム郡区では北西部にあり、座標では北緯42度42分03秒 西経82度57分33秒 / 北緯42.70083度 西経82.95917度、ロメオ・プランク道路と25マイル道路沿い、クリントン川の中支流近くにある[3]
- ウォルデンバーグ、郡区の中央部にあり、座標では北緯42度39分26秒 西経82度56分15秒 / 北緯42.65722度 西経82.93750度、マコームの数マイル南で、ロメオ・プランク道路とクリントン川に沿っている[4]。主に22マイル道路周辺の地域である
- ミード、郡区の北東部にあり、座標では北緯42度43分03秒 西経82度52分26秒 / 北緯42.71750度 西経82.87389度、レイ郡区との郡境に沿っている[5]。26マイル道路とノース・アベニュー周辺の地域である

## 歴史
マコーム郡の初期開拓者は19世紀初期に、近くにあるクリントン川の傍のように平坦で肥沃な農地を探して到着した。その多くはドイツからの移民であり、今日でもドイツの影響を残している。1834年3月7日、マコーム郡区が議会委員会から正式に承認された。
この郡区はアメリカ陸軍のアレクサンダー・マコーム将軍にちなんで名付けられている。マコームは米英戦争で高い名声を上げた古参兵であり、マコーム郡区が設立された当時にはアメリカ陸軍総司令官になっていた。商業で成功したその一族は、一時期マコーム郡の土地の多くを所有していた。
マコーム郡区は19世紀後半から20世紀の初期にかけて、南東ミシガンの製材業と林業の中で大きな位置を占めてもいた。材木はレイ郡区のウォルコット・ミルから南に運ばれ、クリントン川の中支流を下って製材所に到着していた。このルートはロメオ・プランク道路と呼ばれ、今日でも同じ道路を通る道路の名前となっている。

### 成長
マコーム郡区は2000年から2008年の間に著しい成長を遂げ、人口は48%増加した。

## 地理
アメリカ合衆国国勢調査局に拠れば、郡区の全面積は36.3平方マイル（94km2）であり、このうち陸地は36.3平方マイル（94km2）、水域は0.04平方マイル（0.10km2）で、水域率は0.06%である。地域の大部分は平坦で肥沃な土地と沼地の多い湿地の混合であるが、1990年代後半に住宅ブームが始まり、かなりの郊外化が進んできた。
隣接する町:

## 人口動態
以下は2010年の国勢調査による人口統計データである。
| 基礎データ - 人口: 79,580 人(2014年推計では85,459人) - 世帯数: 27,585 世帯 - 人口密度: 848.2人/km2（2,196.8 人/mi2） | 人種別人口構成 - 白人: 90.5% - アフリカン・アメリカン: 3.9% - ネイティブ・アメリカン: 0.2% - アジア人: 3.1% - 太平洋諸島系: 0.0% - その他の人種: 0.7% - 混血: 1.6% - ヒスパニック・ラテン系: 2.3% |

以下は2010年の国勢調査による人口統計データである。
| 基礎データ - 人口: 50,478 人 - 世帯数: 16,946 世帯 - 家族数: 14,065 家族 - 人口密度: 537.3人/km2（1,391.7 人/mi2） - 住居数: 17,922 軒 - 住居密度: 190.8軒/km2（494.1 軒/mi2） 人種別人口構成 - 白人: 96.12% - アフリカン・アメリカン: 0.84% - ネイティブ・アメリカン: 0.19% - アジア人: 1.41% - 太平洋諸島系: 0.01% - その他の人種: 0.31% - 混血: 1.12% - ヒスパニック・ラテン系: 1.46% | 年齢別人口構成 - 18歳未満: 30.2% - 18-24歳: 6.9% - 25-44歳: 35.1% - 45-64歳: 20.3% - 65歳以上: 7.4% - 年齢の中央値: 34歳 - 性比（女性100人あたり男性の人口） - 総人口: 99.6 - 18歳以上: 97.3 世帯と家族（対世帯数） - 18歳未満の子供がいる: 45.3% - 結婚・同居している夫婦: 73.7% - 未婚・離婚・死別女性が世帯主: 6.5% - 非家族世帯: 17.0% - 単身世帯: 13.7% - 65歳以上の老人1人暮らし: 3.9% - 平均構成人数 - 世帯: 2.97人 - 家族: 3.30人 | 収入と家計 - 収入の中央値（2006年推計） - 世帯: 84,901米ドル - 家族: 88,458米ドル |

## 著名な出身者
- エミネム - ラッパー、レコーディング・アーティスト、マコーム郡区在住
- マシエラ・ルーシャ - 女優、アルバニアのティラナ出身、若い時にマコーム郡区に住んだ

## 教育
マコーム郡区の公共教育は、チッペワ・バレー教育学区、ランス・クルーズ公共教育学区、ニューヘイブン・コミュニティ教育学区、ユーティカ・コミュニティ教育学区が分担して管轄している。公共図書館サービスでは、クリントン・マコーム公共図書館地区に入っている。

## メディア
ミシガン州南東部全てを対象にしている地方新聞には、「デトロイト・ニューズ」と「デトロイト・フリー・プレス」がある。